# Joseph Dempsey
Joseph Francis "Joe" Dempsey (Filadèlfia, Pennsilvània, 12 d'octubre de 1875 – Filadèlfia, 7 d'agost de 1942) va ser un remer estatunidenc que va competir a primers del segle xx.
El 1904 va prendre part en els Jocs Olímpics de Saint Louis, on va guanyar la medalla d'or en la prova de vuit amb timoner del programa de rem.